# من عاشقت نیستم
«من عاشقت نیستم» (به انگلیسی: I Don't Love You) تک‌آهنگی از گروه موسیقی آلترنتیو راک مای کمیکال رومنس است که در سال ۲۰۰۷ میلادی منتشر شد.